# XXXe législature du royaume d'Italie

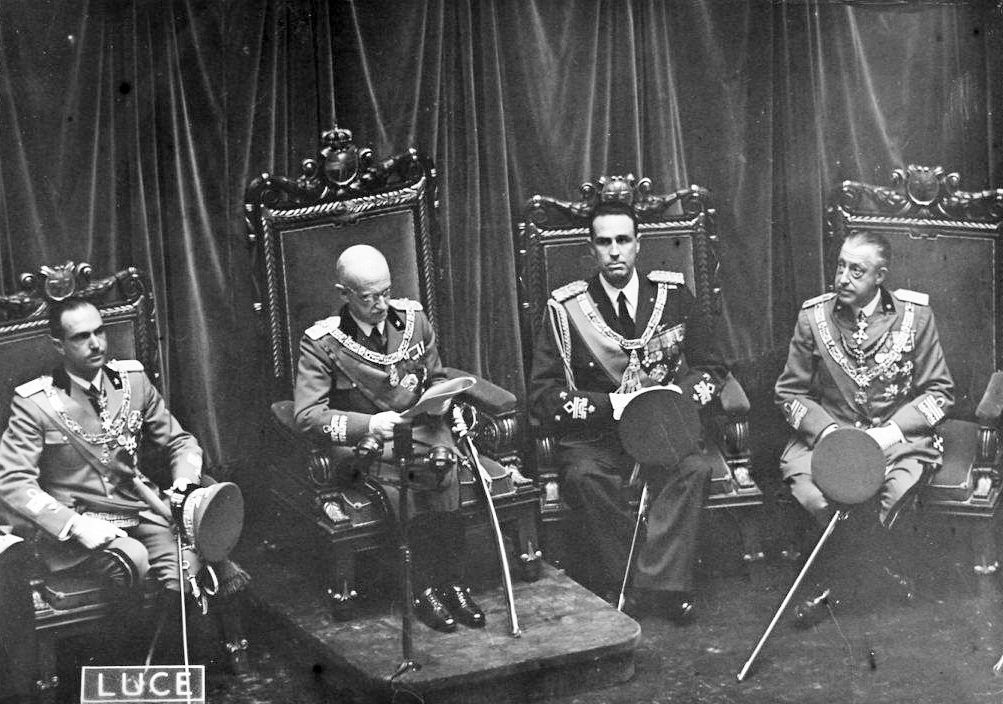
Le roi Victor Emmanuel III inaugure la Chambre des Faisceaux et des Corporations.
De gauche à droite :
le prince héritier (H)Umbert(o),
le roi Vittorio Emanuele III,
le duc Amédée d'Aoste,
le comte Victor Emmanuel de Turin.

La XXXe législature du royaume d'Italie (en italien : XXXa legislatura del Regno d'Italia) est la dernière législature du royaume d'Italie, ouverte le 23 mars 1939 et terminée le 5 août 1943.

## Histoire
Cette législature correspond à la période de fonctionnement de la Chambre des faisceaux et des corporations qui remplace la Chambre des députés. Ses membres ne sont pas élus mais nommés par diverses institutions du régime fasciste. Elle prend fin le 5 août 1943, en vertu du décret royal n° 705 du 2 août précédent, qui suspend les activités parlementaires. Elle est la dernière législature du royaume d'Italie.

## Gouvernements
- Gouvernement Mussolini, du 30 octobre 1922 au 25 juillet 1943 (président du Conseil des ministres : Benito Mussolini, PNF) ;
- gouvernement Badoglio I, du 25 juillet 1943 au 17 avril 1944 (président du Conseil : Pietro Badoglio, militaire).

## Présidents de la Chambre des faisceaux et des corporations
- Costanzo Ciano, du 23 mars au 27 juin 1939 ;
- Dino Grandi, du 30 novembre 1939 au 2 août 1943.

## Présidents du Sénat
- Giacomo Suardo, du 15 mars 1939 au 28 juillet 1943 ;
- Paolo Thaon di Revel, du 2 août 1943 au 20 juillet 1944 ;
- Pietro Tomasi della Torretta, du 20 juillet 1944 au 25 juin 1946.